# 健軍村
健軍村（たけみやむら）は、熊本県の北部、飽託郡にかつてあった村である。

## 概要
熊本市の繁華街から離れた場所にある。熊本市電の終点であり、名前の通り、陸上自衛隊西部方面総監部がある場所でもある。明治の初期は火山灰を利用したスイカの栽培が盛んであった。明治5年には陸軍幼年学校が設置されている。

## 地理
- 河川：加勢川

## 歴史
- 1889年4月1日 - 町村制が施行。健軍村、神水村が合併して発足。
- 1896年4月1日 - 飽田郡と託麻郡が合併して飽託郡となる。
- 1936年10月1日 - 熊本市に編入。
  - 大正末期から本来の「たけみや」ではなく、音読みの「けんぐん」と読まれることが一般的になっており、合併後の町名の読みは正式に「けんぐん」となった。

## 学校
- 健軍村立健軍小学校（のちの健軍尋常小学校、現在の熊本市立健軍小学校）